# Cláusula intangible
Una cláusula intangible, cláusula pétrea o cláusula eterna es una disposición constitucional que establece una limitación al poder de reforma de una constitución, constitución material o ley fundamental, la cual consiste en establecer que ciertas enmiendas o modificaciones se encuentren prohibidas o sean más difíciles de realizar. En algunos países europeos, como Alemania, Austria y Hungría, recibe el nombre de cláusula de la eternidad, garantía de la eternidad o garantía de la esencia. Otros países que tienen este tipo de cláusulas en su legislación son Brasil, Colombia o Italia. En Algunos países, como Israel, aunque las leyes fundamentales no incluyen una semejante cláusula, su existencia de facto ha sido establecida por las instancias judiciales (como el tribunal supremo).
Las cláusulas intangibles en algunos casos son justificadas como tendientes a proteger los derechos de las minorías de los peligros del mayoritarismo. En otros casos, el objetivo puede ser impedir reformas que perviertan los principios fundamentales que una constitución consagra, tales como la forma de gobierno, el sistema democrático o los derechos fundamentales. Sin embargo, existen también detractores de este tipo de cláusulas quienes las consideran como antidemocráticas.

## Países

### Alemania
La cláusula de la eternidad (Ewigkeitsklausel) de la Ley Fundamental para la República Federal de Alemania de 1949 se encuentra regulada en la disposición 3.ª del artículo 79, que establece que será ilícita cualquier modificación en virtud de la cual se afecte la división de la Federación en Estados, los fundamentos de la cooperación de los Estados en la potestad legislativa o los principios establecidos en los Artículos 1 y 20.
A su vez, la garantía de la esencia (Wesensgehaltsgarantie), regulada en la disposición 2.ª del artículo 19 del mismo texto, establece las leyes y disposiciones cuyo «núcleo» —es decir su esencia— no puede ser modificado, pero si se consiente la modificación de otras características.

### Australia
Como los parlamentos australianos han heredado el principio británico de soberanía parlamentaria, no pueden consolidarse mediante un acto regular. Por lo tanto, el arraigamiento de la bandera nacional en la Ley de Banderas de 1953 no tiene fuerza ya que la cláusula arraigada podría ser eliminada (a través de enmiendas legislativas normales) por parlamentos posteriores.
La Constitución del Commonwealth de Australia está arraigada, ya que solo puede ser enmendada por referéndum; la enmienda debe obtener el apoyo de la mayoría de los votantes australianos en todo el país, además de la mayoría de los votantes en la mayoría de los estados. Estas disposiciones se especifican en el artículo 128. El poder del Parlamento Imperial para modificarlo en la ley australiana fue limitado por la Ley de Adopción del Estatuto de Westminster de 1942 y terminado por la Ley de Australia de 1986.
Las leyes estatales con respecto a la constitución, los poderes o el procedimiento del parlamento de un estado deben seguir las restricciones especificadas en la ley estatal sobre tales actos, en virtud de la sección 6 de la Ley de Australia. Este poder no se extiende a toda la constitución del estado, y el Parlamento de Queensland ha ignorado los atrincheramientos al enmendar su constitución. En consecuencia, es posible que las cláusulas de arraigamiento sean inexpugnables, impidiendo que el derecho estatal tenga efectivamente cláusulas de arraigamiento

### Bosnia y Herzegovina
El Artículo X de la Constitución de Bosnia y Herzegovina, que define el procedimiento de enmienda, establece en el párrafo 2 que los derechos y libertades establecidos en el Artículo II de la Constitución no pueden ser eliminados o disminuidos, y que el propio párrafo 2 no puede ser modificado.

### Brasil
La Constitución de Brasil contiene una cláusula intangible en el numeral 4 de su artículo 60, en cuanto establece que:

No será objeto de deliberación la propuesta de enmienda tendiente a abolir: I. La forma federal del Estado; II. El voto directo, secreto, universal y periódico;
III. La separación de los poderes; IV.Los derechos y garantías individuales.
Constitución de la República Federativa del Brasil

### Canadá
La fórmula de enmienda para la Constitución de Canadá (secciones 38-49 de la Ley de la Constitución, 1982 ) contiene múltiples niveles de intangibilidad, pero los asuntos que están más firmemente arraigados (que solo puede cambiar el gobierno federal con el consentimiento unánime de todas las provincias) bajo la sección 41 están la monarquía, la asignación mínima de representantes en el parlamento de cada provincia, el bilingüismo inglés-francés, la composición de la Corte Suprema de Canadá y la sección 41 misma.

### España
La mayor parte de la Constitución de España puede ser modificada por una mayoría de tres quintos de cada una de las cámaras. Sin embargo, cuando se proponga la reforma total de la constitución o una parcial que afecte el Título Preliminar (soberanía y principios constitucionales), el Capítulo Segundo de la Primera Sección del Título Primero (derechos fundamentales y libertades públicas) o el Título Segundo (de la monarquía), se requerirá de una mayoría de dos tercios de las dos cámaras legislativas, la disolución de las mismas y convocatoria a nuevas elecciones, y la ratificación por una mayoría de dos tercios por las cámaras recién elegidas. Aprobada la reforma, ésta debe ser ratificada por la población mediante referéndum. No puede iniciarse la reforma constitucional en tiempo de guerra o de vigencia de alguno de los estados de emergencia.

### Francia
La Constitución francesa de 1958 establece en el Título XVI, Artículo 89, que "no podrá la forma republicana de gobierno ser objeto de reforma", prohibiendo con ello la restauración de la monarquía.

### Italia
El artículo 139 de la Constitución de la República Italiana promulgada en 1947, prevé que la forma republicana de gobierno no puede ser objeto de revisión constitucional.

### Perú
Si bien la vigente Constitución peruana de 1993 no contiene cláusulas intangibles expresas, el Tribunal Constitucional del Perú estableció en su Sentencia 006-2019-CC/TC que ciertos aspectos de la Constitución están fuera de los alcances de un procedimiento de reforma ordinaria, pues forman parte de una suerte de "núcleo duro", que comprende a los principios y presupuestos básicos de la organización política, económica y social contenidos en la norma fundamental. Por ende, dicho ámbito no puede ser objeto de una reforma constitucional apelando únicamente a las competencias de reforma con las que cuenta el Congreso (poder constituido), sino que dicho cambio más bien sería expresión de una "reforma total" de la Constitución, la cual requiere de la anuencia del poder constituyente soberano, por ejemplo, a través de una consulta o referéndum. Esta sentencia se basa en una anterior en la que el Tribunal estableció lo siguiente:

76. Los límites materiales, entonces, están constituidos por aquellos principios supremos del ordenamiento constitucional que no pueden ser tocados por la obra del poder reformador de la Constitución. Éstos, a su vez, pueden ser de dos clases:

i. Límites materiales expresos, llamados también cláusulas pétreas, son aquéllos en los que la propia Constitución, expresamente, determina que ciertos contenidos o principios nucleares del ordenamiento constitucional están exceptuados de cualquier intento de reforma. Caso, por ejemplo, del artículo 89° de la Constitución de Francia de 1958, el artículo 139° de la Constitución italiana de 1947 o el artículo 119° de la Constitución panameña; y, en el caso peruano, del artículo 183° de la Constitución de 1839, el artículo 142° de la Constitución de 1933.

ii. Límites materiales implícitos, son aquellos principios supremos de la Constitución contenidos en la fórmula política del Estado y que no pueden ser modificados, aun cuando la Constitución no diga nada sobre la posibilidad o no de su reforma, ya que una modificación que los alcance sencillamente implicaría la "destrucción" de la Constitución. Tales son los casos de los principios referidos a la dignidad del hombre, soberanía del pueblo, Estado democrático de derecho, forma republicana de gobierno y, en general, régimen político y forma de Estado.
Sentencia 0014-2002-AI/TC, fundamento 76

### Turquía
El artículo 4 de la parte primera de la Constitución de Turquía de 1982, establece que la disposición del artículo 1 que fija la forma del Estado como una república, las provisiones contenidas en el artículo 2 sobre las características de la república (Estado democrático, secular y social) así como las provisiones del artículo 3 (integridad de la nación, lengua y bandera oficial, himno nacional y la capital) "no serán reformadas ni su reforma será propuesta".